# Haut-Landsberg
Pour les articles homonymes, voir Landsberg.
Le Haut-Landsberg ou Haut-Landsbourg est une ancienne seigneurie (en allemand : Herrschaft Landsberg) de Haute-Alsace et un ancien bailliage de la ville de Colmar. Elle devait son nom au château de Hohlandsberg ou Hohlandsbourg. Son chef-lieu était Kientzheim.

## Histoire
Par lettre-patente d'octobre 1714, la ville de Colmar reçut la seigneurie en échange du prieuré de Saint-Pierre qui fut donné au grand-chapitre de Strasbourg, pour l'indemniser de la perte de Bruderhof, cédé aux jésuites pour la construction d'un collège.

## Territoire
Le seigneurie comprenait :
- Ammerschwihr, en partie ;
- Ingersheim ;
- Katzenthal ;
- Kientzheim ;
- Logelheim ;
- Niedermorschwihr, en partie ;
- Sigolsheim ;
- Turckheim, en partie ;
- Wintzenheim, en partie.

Ammerschwihr, Niedermorschwihr et Wintzenheim relevaient, pour partie, de l'advocatie de Kaysersberg.